# Johann Franz Jakob Anton von Hoheneck

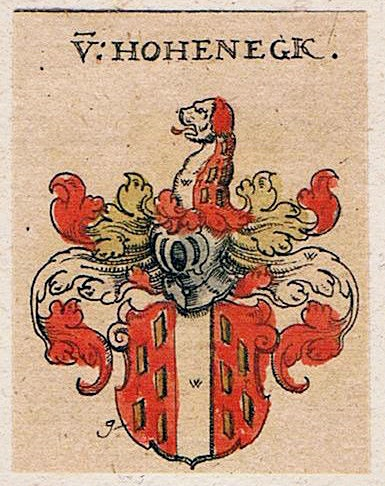
Wappen der ausgestorbenen Pfälzischen Adelsfamilie von Hoheneck

Johann Franz Jakob Anton von Hoheneck (* 13. Juni 1686; † 8. Mai 1758) war ein deutscher Domdekan in Mainz und Domherr in Worms.

## Herkunft und Familie
Er entstammte dem 1808 erloschenen Pfälzischen Uradelsgeschlecht der Freiherren von Hoheneck mit ihrer Stammburg Hohenecken bei Kaiserslautern. Ahnherr der Familie war der Lauterer Reichsschultheiß Reinhard I. de Lutra († 1218), dessen Sohn Landolf von Hoheneck († 1247) als Bischof von Worms amtierte.

## Leben und Wirken
Johann Franz Jakob Anton von Hoheneck wurde geboren als Kind des kurmainzischen Rittmeisters, Kammerherrn und Oberamtmannes zu Tauberbischofsheim, Lothar Friedrich von Hoheneck (1654–1705) sowie seiner Gattin Eva Maria geb. von Bernhausen (1673–1729). Seine Urgroßmutter Anna von Hoheneck geb. Gräfin Wolff-Metternich zur Gracht (1573–1626) war die Nichte des berühmten Speyerer Domdekans Adolph Wolff von Metternich zur Gracht (1553–1612).
Die Familie von Hoheneck hatte traditionell viele geistliche Mitglieder. Die Onkel Anselm Franz von Hoheneck († 1704), Philipp Franz Adolph von Hoheneck (1645–1705), Johann Adam von Hoheneck († 1731) und Wilderich Marsilius von Hoheneck († 1735) sowie sein eigener Bruder Johann Philipp von Hoheneck († 1743) waren ebenfalls Domherren bzw. Kleriker.

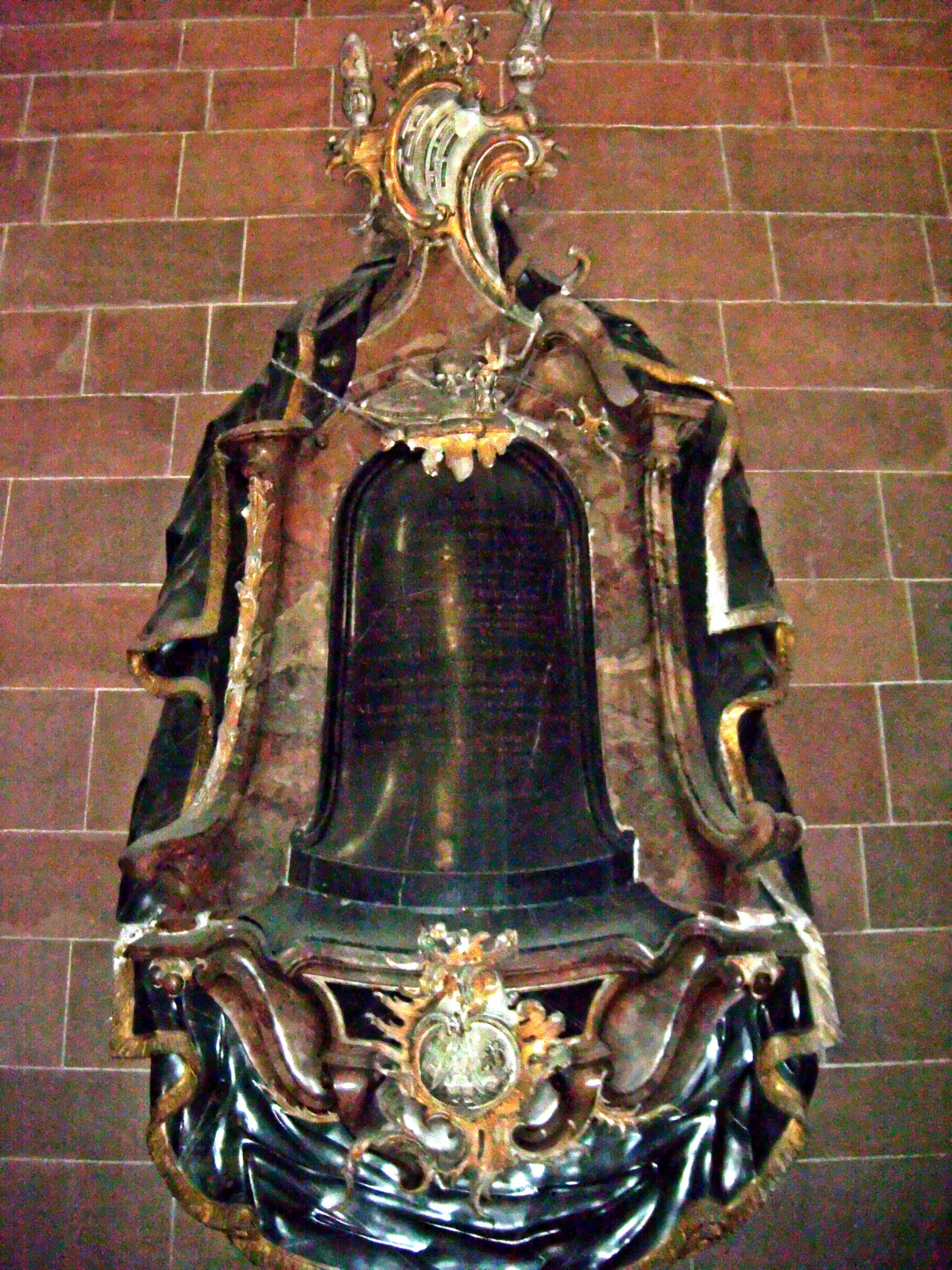
Das von Domdekan Hoheneck 1756 gestiftete Rokoko-Epitaph des mittelalterlichen Bischofs Landolf von Hoheneck, im Wormser Dom

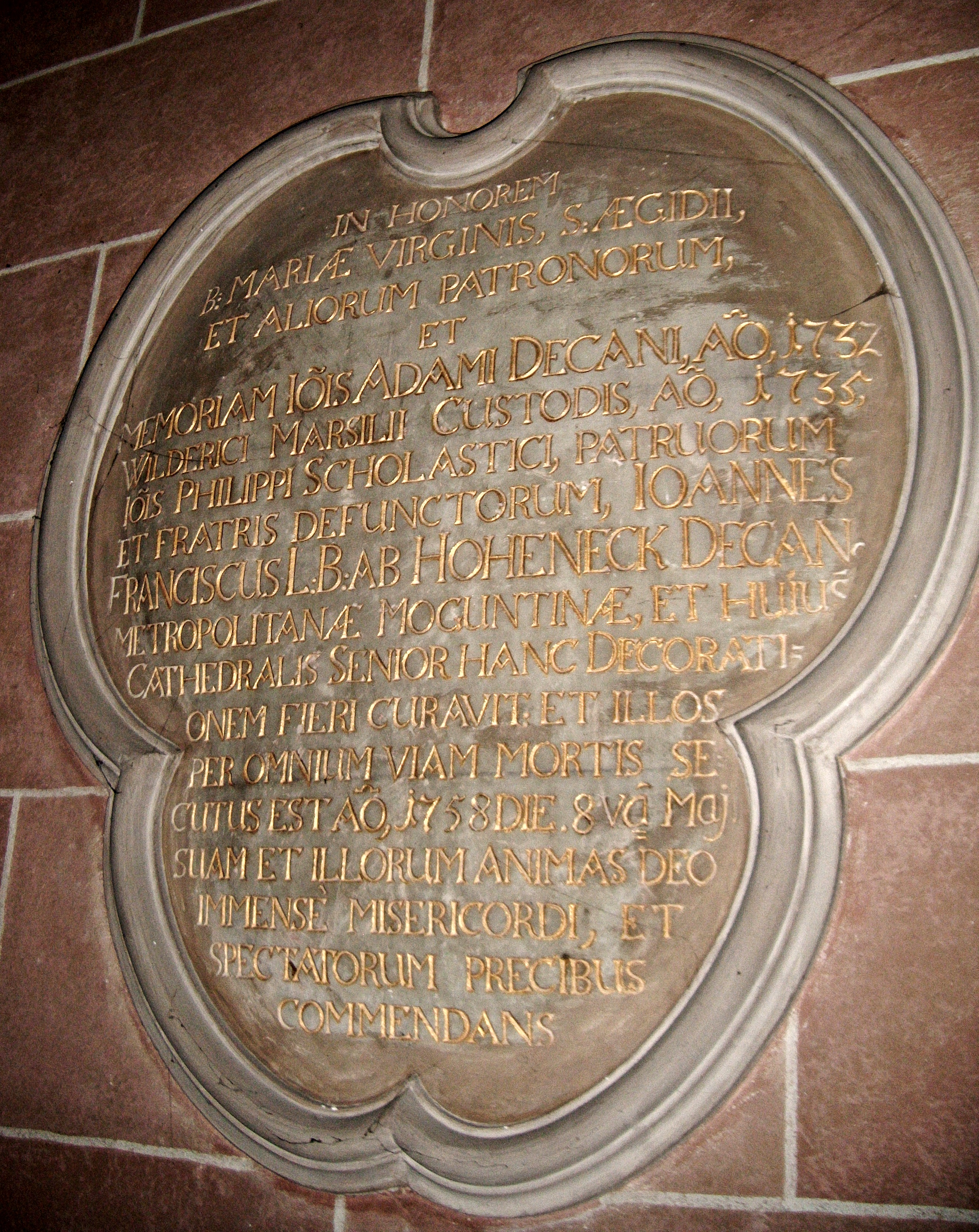
Epitaphinschrift im Wormser Dom, nördliches Querhaus

Auch Johann Franz Jakob Anton von Hoheneck trat in der geistlichen Stand ein. Ab 1695 besaß er einen Kanonikat am Mainzer Domstift, 1717 wurde er hier und 1722 in Worms Domkapitular, 1738 wählte man ihn zum Mainzer Domdekan. Überdies fungierte er als Dekan des Ritterstiftes St. Ferrutius zu Bleidenstadt sowie als Geheimer Rat des Kurfürsten und dessen Statthalter in Mainz. Bei der Krönung Kaiser Karl VII., am 12. Februar 1742, im Frankfurter Dom, erschien Hoheneck als Vertreter des Mainzer Erzbischofs und proklamierte den neuen Herrscher von einer Tribüne in der Kirche. 1743 wurde er folgendermaßen charakterisiert: „Aufrichtig und pflichttreu, streng gegen sich und andere.“ Zu seinem 45-jährigen Domherrenjubiläum ließ er 1740 eine silberne Gedenkmedaille mit dem Mainzer Bistumspatron St. Martin prägen. Darauf steht u. a. (in Latein): „Jubelpriester 1 Jahr, Dekan 2 Jahre, Kapitular 23 Jahre, Alter 54 Jahre, Inhaberschaft (der Domherrenstelle) 45 Jahre“.
1754 gründete Erzbischof Johann Friedrich Karl von Ostein die Akademie gemeinnütziger Wissenschaften zu Erfurt und ernannte den wissenschaftlich interessierten Domdekan von Hoheneck zu ihrem Spezialprotektor, der sich in seinem Auftrag um den Aufbau kümmerte.
1756 erwarb der Prälat ein älteres Gebäude in Bensheim an der Bergstraße und ließ sich hier den Hohenecker Hof errichten. Er trägt auch seinen Wappenstein als Bauherr.
Als Wormser Domkapitular stiftete er 1756 seinem frühen Familienmitglied, Bischof Landolf von Hoheneck († 1247) in dessen dortiger Grabeskirche Maria Münster (Nonnenmünster)  ein Rokoko-Epitaph, das bei der Auflösung dieses Klosters (1802) in den Wormser Dom kam (heute nördliches Querschiff).
Im „Genealogischen Handbuch“ von Gottlob Friedrich Krebel und Gottlieb Schumann wird Johann Franz Jakob Anton von Hoheneck 1758 als „Senior“ des Wormser Domkapitels bezeichnet.
Dekan von Hoheneck ließ im nördlichen Querhaus des Wormser Domes zwei Altäre errichten, wovon einer ein Marienaltar war. Die Altäre selbst sind heute (2015) verschwunden, jedoch ist hier noch eine sich auf sie beziehende Gedenkinschrift vorhanden, die gleichzeitig eine Epitaphinschrift des Stifters Johann Franz Jakob Anton von Hoheneck darstellt und auch an seine geistlichen Verwandten, die Wormser Domherren Johann Adam von Hoheneck († 1731), Wilderich Marsilius von Hoheneck († 1735) und Johann Philipp von Hoheneck († 1743) erinnert.
Der Bruder Johann Philipp († 1743) stiftete die beiden, den Hochaltar des Wormser Domes flankierenden Seitenaltäre, die auch das Hohenecker Wappen tragen.
Sein Neffe, der Mainzer Domkantor Philipp Karl von Hoheneck, starb 1808 als letzter männlicher Spross des Adelsgeschlechtes.